# Castell de Concabella
El Castell de Concabella fou un palau senyorial al nucli de la població de Concabella, al municipi dels Plans de Sió a la comarca de Segarra. És el castell o casal fortificat més gran de la comarca. És un monument històric declarat bé cultural d'interès nacional

## La comarca
El tòpic diu que la Segarra és la Castella de Catalunya, tant pel seu paisatge estepari, rural i de secà, que ens recorda les terres de l'altiplà ibèric, com pel seu centenar llarg de castells, torres i cases fortes documentades. D'entre tots els castells de la comarca, els de majors dimensions, un dels tres únics de propietat pública i el que està cridat a ser el pal de paller en l'ambiciós projecte de valorització del patrimoni de les terres del Pla de Lleida és el castell de Concabella.

## Història
Tot i que no és forassenyat apuntar que l'origen de la fortificació el trobem en temps de domini califal, el segle x, fins a l'any 1031 hi ha les primeres notícies del terme de Concabella quan el bisbe Sant Ermengol d'Urgell donà a Guifré un alou del terme de la ciutat de Guissona que afrontava a sud in termino de Concabela. Les primeres referències corresponen al moment en què la quadra de Concabella és donada en alou als cònjuges Guifré i Bonadona, l'any 1031 i apareix documentat des del 1040 a través de l'acta de consagració de Santa Maria de la Seu. A partir de mitjan segle xi. apareix la saga dels Concabella, possiblement feudataris de la canònica d'Urgell, que mantenen el domini del castell fins al segle xiv. Hi ha constància de diversos abusos i violències comeses per les hosts de Bernat de Concabella durant la segona meitat del segle xii sobre els habitants de les terres circumdants i, fins i tot, incursions per la conca del conca del Gaià, aprofitant la llunyania del poder comtal respecte a aquests territoris de la marca. El 1077, Guillem Arnau de Concabella era membre destacat de la cort d'Urgell. Durant tot el segle xii els Concabella intervenen activament en la vida del comtat d'Urgell. Donaren dos abats al monestir de Poblet, Pere de Concabella (1198) i Berenguer de Concabella (1253). També foren senyors de Les Pallargues. De totes maneres foren els comportaments rebels i l'exercici arbitrari de la justícia --abans mencionats-- per cada senyor dins del seu feu allò que, finalment, fou institucionalitzat l'any 1202 a l'assemblea de Cervera, que va reconèixer el dret dels senyors feudals a maltractar els seus pagesos sense que el rei hi pogués intervenir (clau de volta del feudalisme).
Bernat i Ponç de Concabella presten homenatge, l'any 1291, al rei Jaume II, fet que suposa que el terme sortí del domini del comtat d'Urgell per integrar-se al domini reial, però això no impedirà que aquesta nissaga perdi el senyoriu d'aquest castell i el molt proper de les Pallargues, poc més d'una dècada més tard.
Així, al segle xiv el domini va passar a Berenguer de Peramola, el qual va testar el 1347 a favor de Gombau de Vilalta, concedint molts privilegis als seus vassalls). Al voltant de l'any 1381 era dels senyors de l'Oluja, nissaga emergent que durant la baixa edat mitjana acapararà molts castells de les terres de la plana de Lleida a costa de lluites constants amb els senyors dels voltants, especialment els Sacirera.
Al llarg del segle xv el castell es transmet de mà en mà (va estar en poder dels Orís, els Nicolau, els Requesens i els monjos de Sant Jeroni de la Vall d'Hebron fins que, en agraïment per la seva participació en la presa de Cervera, Joan II el cedeix al seu lloctinent Rodrigo de Bobadilla. És del testament d'aquest capità (any 1470) d'on es conserva un del més complets inventaris d'un castell baix medieval català, amb relació detallada de les armes (llances i espases, emprades bàsicament com a element de decoració o, fins i tot, com a suport per a penjar tapissos o barrotar les finestres) i el ric aixovar, compost per vaixelles, cortines, canelobres i estris d'aram per a la cuina.
Durant la guerra civil catalana (1462-1472) va pertànyer els Bobadilla, i el domini sobre el castell es traslladà, per successió testamentària, d'aquest als Ortiz. A partir del segle xvi en serien propietaris els Erill. Aquesta nissaga, també propietària del proper Castell de Ratera, també conegut com a Castell Molí de Ratera, els quals van transformar l'antiga fortalesa en un palau senyorial, d'acord amb l'estil luxós i renaixentista que s'imposà en aquestes contrades i que fou esperonat per la puixança de les famílies senyorials durant els segles xv, xvi i xvii.

## La desamortització
Amb la desamortització, el castell fou adquirit pels veïns de Concabella, que l'empraren com a residència particular i aprofitaren els seus carreus en noves construccions. Així, lentament, fou totalment desfigurat, dividit en diverses propietats i emprat alhora com a cafè i sala d'espectacles, corrals habitatges privats, escola i pedrera per a altres construccions.

## Guerra civil (1936-39)
Durant l'alçament del general Franco, l'any 1938, els baixos del castell i edificis propers foren ocupats pel camp de treball número 4, lloc de concentració d'entre 800 i 1.300 presos (no només presoners de guerra, sinó també delinqüents comuns, presos polítics i eclesiàstics) portats des de la presó Model de Barcelona per fer treballs forçosos per a les obres de fortificació de la rereguarda de l'exèrcit republicà, en especial la línia L 2.
No obstant això, el 2004 s'inicià una feixuga tasca de restauració de l'edifici per a instal·lar-hi el local social i el centre de salut del poble. A partir de l'any 2006, es desenvolupà un projecte conjunt entre el Consell Comarcal de la Segarra, l'Ajuntament de Plans de Sió i la Generalitat per convertirlo en seu del Centre d'interpretació dels castells del Sió, que fou inaugurat el maig de 2008.
A més les tasques de restauració i valorització de l'edifici continuaren endavant, cercant que sigui també un element de referència en l'estudi i la divulgació de les Rutes de la memòria (escenàris de la Guerra Civil, 1936-39) i del paisatge i l'arquitectura tradicional de la Segarra.

## De fortalesa a palau renaixentista
El gran castell actual respon a la mutació, habitual en aquestes terres durant la baixa edat mitjana, de la fortalesa pròpia dels temps de conquesta cap al palau renaixentista, per adaptar-se gradualment a les noves necessitats de l'aristocràcia benestant.

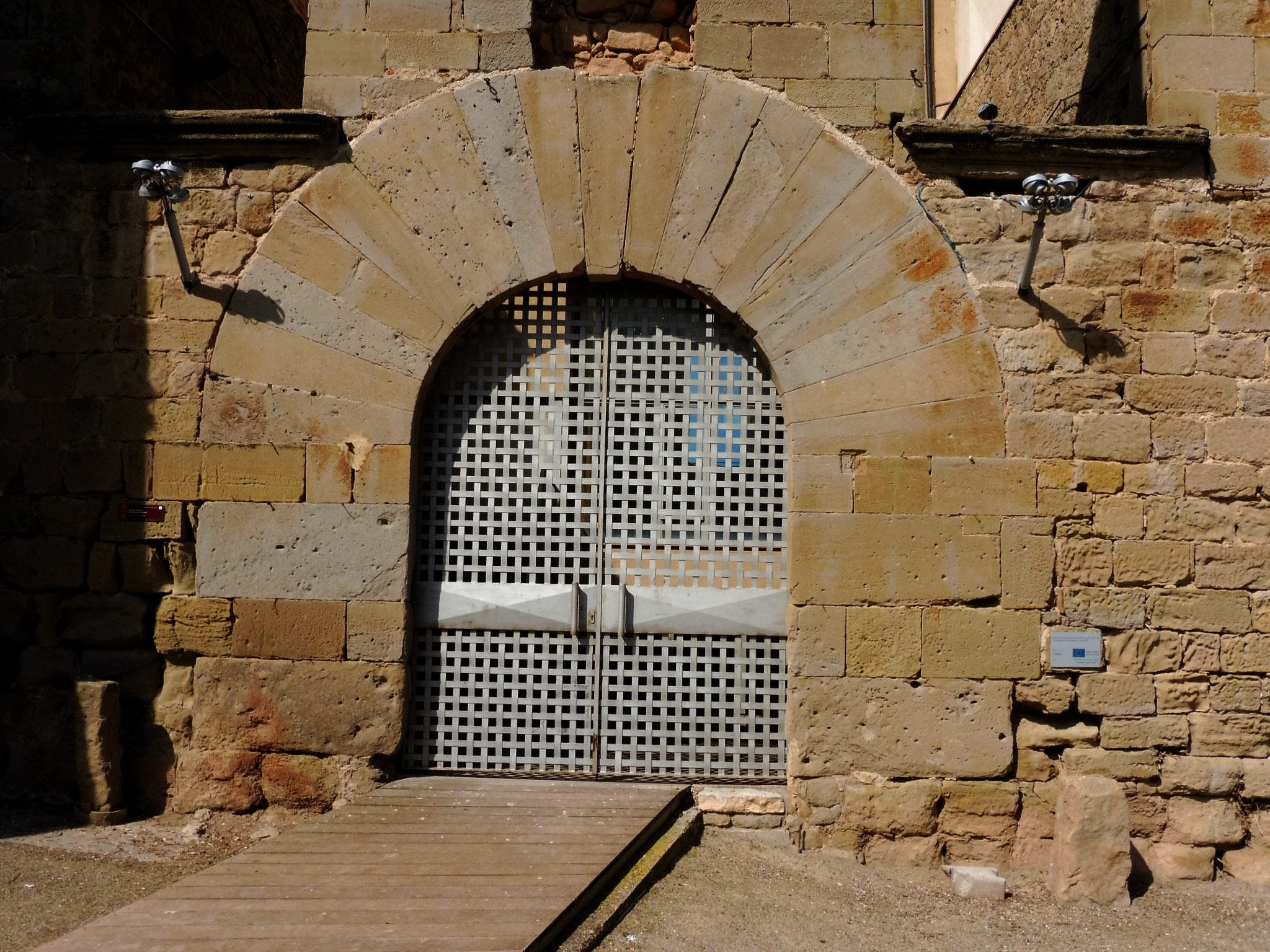
Portada a la façana de llevant

El seu origen es troba en la massissa i grandiosa torre de la façana meridional, que exemplifica la doble dimensió de les torres dels castells medievals com a eix de la defensa del territori i, alhora, símbol del poder dels seus propietaris. La planta quadrada i els carreus del primer tram, grossos, ben treballats i rematats, fan pensar a alguns autors que el seu origen sigui andalusí, tal com s'especula dels castells propers de Castellnou d'Oluja, La Morana o Ribelles, o d'alguns trams de la muralla de Guissona. En conseqüència, la torre de Concabella –com les altres citades— podria tenir el seu origen en l'ordre de l'any 980 per la qual el califat de Còrdova manà fortificar la frontera superior de l'Àndalus (anomenada ath-Thaghr al-Alà) pels atacs rebuts des del comtat d'Osona. O potser fou una fortificació pertanyent a la xarxa de talaies defensives al voltant d’Issauna, la Guissona dels cristians, conquerida i perduda successivament per cristians i sarraïns entre 975 i la conquesta definitiva per part d'Ermengol IV d'Urgell, l'any 1072.
Tanmateix, el fet que aquesta mena de carreu –gros i ben treballat— es generalitzés de nou a les fortificacions sota domini comtal a partir del segle xii fa que –a manca d'un estudi arqueològic— sigui molt difícil a datar, de manera que tampoc no és forassenyat pensar que la construcció fos contemporània a les molt properes torres dels castells de les Sitges, L'Aranyó o La Prenyanosa (per posar algun exemple), de finals del segle xii i inicis del segle xiii.
El visitant curiós pot fixar-se en la barra de ferro a la part superior de la torre. S'hi subjectava una gàbia, que els padrins del lloc asseguraven haver vist, i que va custodiar durant anys el cap del llegendari barber de Concabella, que va aprofitar la presència del senyor del castell a la seva barberia per a venjar-se del fet que aquest, anys enrere, hagués fet ús del dret de cuixa durant la seva nit de noces. Un història local encara recorda la mort de l'aristòcrata, degollat a mans del barber, i la posterior execució d'aquest per ordre de l'enutjada vídua.
El castell, com els seus veïns del pla, conservà fins al segle xiii la funció defensiva, a partir d'una estructura molt massissa i amb poques obertures. Encara són visibles a la primitiva torre –tot i que paredades- espitlleres amb la clàssica forma de forat de pany invertit, alguna d'elles, a la planta inferior.

## Arquitectura
De planta quadrada i 30 m de façana amb noble portalada, un pati interior, finestres renaixentistes i dues torres quadrades. La torre massissa, dins l'arquitectura del gòtic, segueix revestint les característiques defensives, però ara ja més per raons simbòliques d'ostentació de poder que per motivacions militars. És a partir d'aquesta torre que s'aixeca el castell en planta quadrangular, en aquest cas deixant-la en una de les cantonades (com també veiem a Ciutadilla o a La Guàrdia (Tornabous), tot i que és més habitual en els castells gòtics propers que la planta envolti la torre originària (Les Sitges, Alós de Balaguer, Guimerà, Verdú). Aquí, l'ampliació del recinte té com a nou eix el pati central, organitzador de totes les seves dependències. Els llenços de tancament tingueren a cada cantonada una torre, de les quals es conserven, a banda de la més gran del cantó sud-est, una d'octogonal al costat sud-oest (l'únic exemple d'aquesta planta a la Segarra, juntament amb l'ensulsiada del castell de la Manresana de Sant Ramon), i una quadrangular al costat nord-oest, de la qual només en subsisteixen les arrencades atalussades dels seus murs. Al costat nord-est possiblement hi hagué una quarta torre, avui perduda.
El 1991 es comencen les obres de reconstrucció del castell que encara avui no s'han acabat. En una primera fase s'arregla la teulada i en una segona es desmantella el cafè que hi va ser afegit el 1953 a la façana meridional i que desfigurava la fisonomia originària del castell.
És al segle xvi, període de màxima esplendor de la comarca, tant per la producció pròpia de cereals com per ser via de comunicació i punt de comerç de la ruta bladera de Lleida-Barcelona, quan els Erill, senyors del castell, inverteixen els seus guanys en la transformació de la fortalesa defensiva al palau residencial (de la mateixa manera que s'esdevindrà als propers castells de Montcortés, L'Aranyó, Pallargues, Castellmeià o Gospí, per posar alguns exemples). Així, la proliferació d'elements ornamentals fan desaparèixer la imatge massissa i impenetrable de la fortalesa.
A la façana principal, al costat oriental, s'obre una gran porta adovellada, presidida amb tota seguretat pel blasó dels senyors (avui desaparegut) i, coincidint amb la part noble, s'esquincen els murs amb un seguit de finestrals afilerats i decorats amb senzilles motllures. Sota aquests finestrals, unes obertures rectangulars permetran la defensa de l'edifici, si s'escau, fent de tronera per les armes de foc.

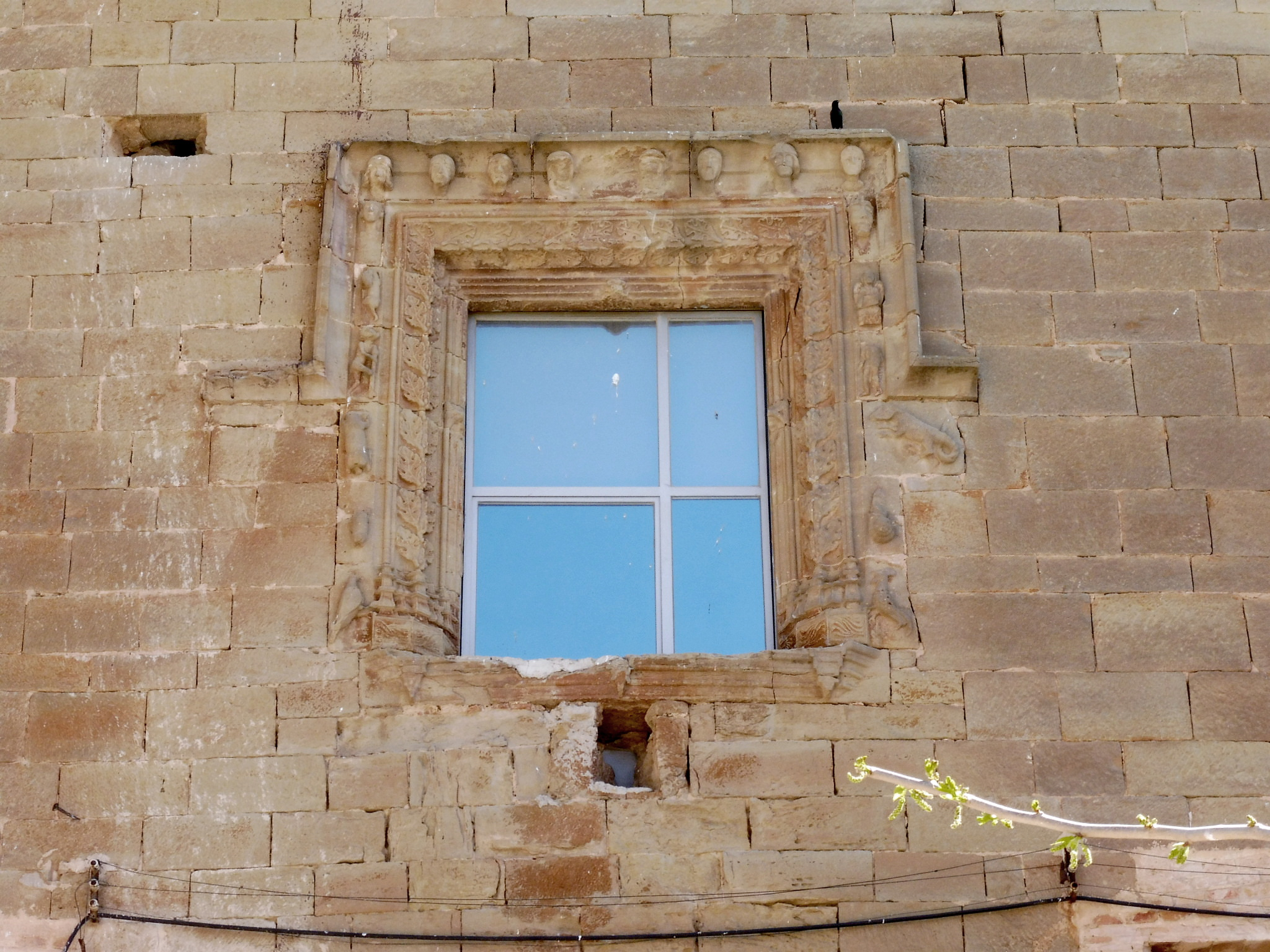
Detall d'un finestral

Al costat occidental, emmarcada entre les dues torres, hi trobem la façana amb dos grans finestrals (un dels quals, bellament decorat amb representació de fulles, caps caps humans i bèsties) arrenglerats amb un tercer, situat al lateral de la torre quadrada. La part superior està rematada per una galeria d'arcs petits, evolució natural dels antics merlets, molt comuna també en fortificacions i cases fortes veïnes (L'Aranyó, L'Oluja jussana, Fonolleres, Montcortés…), i en alguns casos, amb espitlleres.
A la façana lateral s'hi pot veure una curiosa latrina, a l'altura de la planta noble i sustentada per dues mènsules. Aquesta comuna segueix les característiques habituals d'aquestes instal·lacions (cambra petita, de sostre alt i amb un respirall per afavorir-ne la ventilació), però presenta la curiositat de ser doble, perdent-se la literalitat del terme privada amb què es denominen les comunes en català medieval.
L'interior del castell, des del seu abandonament al segle xix, es deteriorà i en van desaparèixer pràcticament tots els seus elements, de manera que ja no és possible identificar-ne les dependències. No obstant això, als murs del primer pis encara hi veiem els festejadors, propis de la sala noble, i les habitacions principals, a banda i banda de la part interior dels finestrals renaixentistes i llaurats al gruix del mur, i a la planta baixa roman una sala coberta amb quatre voltes que conflueixen en un gran pilar central. Ben propera al castell hi ha l'església romànica de Sant Salvador, amb una portalada de profuses ornamentacions d'influència àrab que la vinculen a l'escola lleidatana del segle xiii i als exemples tan extraordinaris de Cubells, Agramunt o la Seu Vella de Lleida.
El 1991 es comencen les obres de reconstrucció del castell que encara avui no s'han acabat. En una primera fase s'arregla la teulada i en una segona es desmantella el cafè que hi va ser afegit el 1953 a la façana meridional i que desfigurava la fisonomia originària del castell.

## El centre d'interpretació
Aquest centre dels castells de Sió creat amb la intenció de crear i planificar una marca turística potent i que abastés les comarques de la Segarra, l'Urgell i la Noguera, la Generalitat de Catalunya, a través de la conselleria d'Innovació, Universitat i Empresa, va promoure la creació de la marca “Castells de Sió”. La iniciativa començà a treballar-se a la Segarra l'any 2005 i pretenia valorar els castells i la resta del patrimoni històric i arquitectònic de les tres comarques, seguint el recorregut del riu Sió des del seu naixement a Gàver (Estaràs) fins a Balaguer, on s'uneix al Segre.
La iniciativa va materialitzar-se en la creació d'un centre d'interpretació, ubicat al castell de Concabella, a partir d'un projecte museològic i museogràfic dissenyat pels prestigiosos historiadors Carme Bergés, Maria Garganté i Xavier Eritja i en estreta col·laboració amb el Museu Comarcal de Cervera.
El centre va obrir les portes al públic, amb la voluntat de constituir-se com a focus d'atracció de visitants i element catalitzador d'iniciatives turístiques, culturals i dinamitzadores de les terres del Pla de Lleida, i eina clau en l'equilibrament del territori català.
Aquest centre d'interpretació ha esdevingut el pulmó fonamental de la nova marca turística Castells de Sió, amb les funcions de dinamitzador de la resta del territori a través de la creació de rutes, de programacions formatives i educatives, de propostes lúdiques, i també amb la implantació de nous serveis i oportunitats de negoci i eina d'equilibri territorial.
El visitant hi pot descobrir de forma lúdica i entenedora l'immens patrimoni de les terres del pla de Lleida, especialment a través del magnífic audiovisual que descriu la vida quotidiana als castells i d'un recorregut museogràfic pels més de mil anys d'història de les fortaleses de la marca del Sió. La visita al centre incentivarà l'aprofundiment en la coneixença d'aquest patrimoni i el descobriment dels castells de Lloberola, Vallferosa, Florejacs, Les Pallargues, Les Sitges, Vicfred i tants d'altres que mereixen per ells mateixos una escapada.

## L'Espai Pedrolo al Castell de Concabella
El Castell de Concabella és molt a prop de la casa natal de Manuel de Pedrolo, el castell de l'Aranyó. Des de l'octubre del 2014, per a completar la visió global de la comarca que dona el centre d'interpretació, hi funciona l'Espai Pedrolo, el primer espai que exposa de forma permanent la vida, obra i pensament polític de l'autor de la Segarra. L'Espai Pedrolo integra l'exposició permanent «Pedrolo, més enllà dels límits». La mostra abasta l'ampli univers pedrolià i presenta l'autor, tant en la seva dimensió biogràfica com literària i, a més dels llibres, mostra manuscrits de Pedrolo així com una recreació del seu propi despatx. L'espai es complementa amb una sala d'exposicions temporals i, des del febrer d'aquest any, amb el fons documental de la Fundació Manuel de Pedrolo.